# Bert Kaempfert

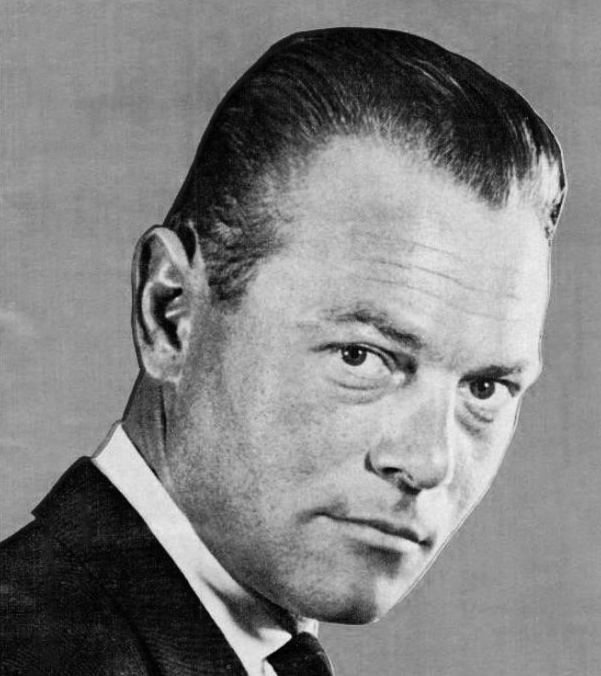
Bert Kaempfert in 1967

Bert Kaempfert, geboren Berthold Kämpfert (Hamburg, 16 oktober 1923 - Majorca, 21 juni 1980) was een Duitse componist, arrangeur en bigbandleider. Bert Kaempfert behoorde samen met Horst Wende, zijn ontdekker voor Polydor/Siemens, Max Greger en James Last tot de succesrijkste Duitse orkestleiders van na de Tweede Wereldoorlog in de veelal Amerikaanse nightclubs. Gedurende een korte periode trad hij op onder het pseudoniem Bob Parker.

## Biografie
Op de muziekschool in Hamburg studeerde hij allerlei muziekinstrumenten: piano, klarinet, saxofoon en accordeon. Hij begon zijn carrière als saxofonist bij het radio-orkest van Hans Busch in Danzig. Tijdens de Tweede Wereldoorlog verbleef hij in gevangenschap in Denemarken waar hij verliefd werd op een jonge Deense. Uit deze relatie werd zijn oudste dochter geboren. Eveneens tijdens die periode formeerde hij zijn eerste bigband Pik Ass. Na de oorlog ging hij met deze band op de schnabbeltour langs Amerikaanse officiersclubs in Noord-Duitsland.
Aan het eind van de jaren veertig componeerde en arrangeerde hij hoofdzakelijk voor de NWDR, later NDR, en Polydor. Begin 1952 stapte hij naast Horst Wende als tweede man in bij Polydor/Siemens team als producer. Voor Freddy Quinn bijvoorbeeld produceerde hij in 1959 Die Gitarre und das Meer, wat een grote hit werd. Ook bewerkte Kaempfert het Duitse volksliedje "Muss i denn zum Städtele hinaus", dat onder de titel "Wooden Heart" Elvis Presley een wereldsucces opleverde.
Met Wonderland by Night maakte Kaempfert in 1960 zijn grote internationale doorbraak: In 1961 stond deze hit vijf weken nummer één in de Verenigde Staten. Dat was de eerste keer dat een Duitser een nummer één-hit had in de VS. Een andere compositie van hem, Morgen, bereikte eveneens een hoge klassering in de Amerikaanse Top 20.
Zijn absolute top bereikte Kaempfert met het nummer Strangers in the Night, dat door "Ol' Blue Eyes" Frank Sinatra tot de grootste wereldhit van en voor Kaempfert gezongen werd.
In 1961 was Kaempfert verantwoordelijk voor de opnames van de zanger Tony Sheridan, die werd begeleid door een tot dan toe onbekende band, The Beatles.
Zijn compositie Afrikaan Beat (1962) werd de herkenningsmelodie van het sprookje de Indische Waterlelies in de Efteling, waar het wordt gespeeld door een kikkerorkest en een ganzenensemble.
Het nummer Living it up uit 1963 was de tune van de Vlaamse jeugdserie Kapitein Zeppos.
Bert Kaempfert stierf plotseling op 56-jarige leeftijd op Majorca ten gevolge van een beroerte. Kaempfert vertoonde in 1961 al symptomen van alcoholverslaving en gebruikte het stimulerende middel Preludin om zijn werkdruk van zestien uur per dag aan te kunnen.

## Easy listening
Kaempferts muziek kan omschreven worden als easy listening en als achtergrondmuziek. Bijna iedereen kent wel zijn A Swingin' Safari, Red Roses for a Blue Lady en Spanish Eyes. Met zijn compositie Strangers in the Night behaalde Frank Sinatra een wereldhit, evenals Al Martino met Spanish Eyes en Nat King Cole met L-O-V-E.
Kaempfert schreef zo'n 400 composities en maakte zeker 750 orkestarrangementen. Tot aan zijn dood werden er wereldwijd 150 miljoen platen met zijn melodieën verkocht.

## Kaempfert-Sound
In de ritmesectie van Kaempferts orkest zaten meestal twee bassisten. De eerste bassist speelde jazzy baslijnen op contrabas ("walking bass"). De tweede bassist speelde gedempte staccato basgitaar met plectrum. De basgitarist (meestal Ladi Geisler) maakte hiervoor gebruik van een 6-snarige bas, de Fender VI. Deze basgitaartechniek werd bekend als de zogenaamde "Knackbass". De twee bassisten speelden of hetzelfde loopje (contrabas dubbelde dan de noten, bijvoorbeeld op A Swinging Safari) of speelden een tegengesteld loopje (Living it Up) of in after-beat (duidelijk hoorbaar in Black Beauty waar de 'punchy' bas aan het einde eerder stil valt).
Dit dubbel basgebruik bepaalt voor een groot deel de meteen herkenbare "Kaempfert-Sound". James Last was een van de eersten die beide instrumenten gebruikte in zijn orkest, maar weliswaar speelden beide bassen in zijn arrangementen (anders dan bij Kaempfert) veelal een identieke baslijn. Ook in country en rockabilly werd vaak gebruikgemaakt van een ontdubbelde baslijn, veelal omdat het zachtere geluid van de contrabas technisch gezien zeer moeilijk was om op te nemen. De basgitaar (of baritongitaar) speelde dan dikwijls zogenaamde "tic-tac bass".

## Discografie

### Albums
- Ducky (1958)
- Portugal - Fado, Wine and Sunshine (1958)
- Mitternacht Blues (1958)
- Till (1958)
- Patricia (1958)
- Catalania (1958)
- Cerveza (1959)
- Explorer (1959)
- Cha! Bull! (1959)
- Gypsy's Ch Cha (1959)
- Hirten Cha Cha (1959)
- Morgen (1959)
- Wonderland by Night (1959)
- Dreaming the Blues (1959)
- Schlaf Kindchen Schlaf (1960)
- Hänschen klein (1960)
- Wooden Heart (1960)
- Tenderly (1960)
- Now and Forever (1960)
- Combo Capers (1960)
- The Wonderland of Bert Kaempfert (1961)
- Dancing in Wonderland (1961)
- With a Sound in my heart (1962)
- Midsummernight in Gotland (1962)
- Holiday in Scotland (1962)
- Echo in the Night (1962)
- That Happy Feeling (1962)
- Take Me (1962)
- Cinderella after Midnight (1962)
- Golden Wings in the Sun (1962)
- A Swinging' Safari (1962)
- 90 Minuten nach Mitternacht (1962)
- Mexican Road (1962)
- Dreaming in Wonderland (1963)
- Danke schön (1963)
- For Pete's Sake (1963)
- Living it up (1963)
- Christmastide With Bert Kaempfert (1963)
- April in Portugal (1963)
- Gentleman Jim (1963)
- The Bass Walks (1963)
- Jingo Jango (1963)
- Toy Parade (1963)
- Monte Carlo (1964)
- That Latin Feeling (1964)
- Blue Midnight (1964)
- Let's Go Bowling (1964)
- Love Letters (1965)
- USA: The Magic Music of far away places
- Red Roses for a Blue Lady (1965)
- Lonely Nightingale (1965)
- Three o'clock in the Morning (1965)
- Treat for Trumpets (1965)
- Nothing's New (1965)
- Moon over Naples (Spanish Eyes) (1965)
- Bye Bye Blues (1965)
- Remember When (1965)
- Spanish Eyes (1966)
- Strangers in the Night (1966)
- USA: A man could get killed (1966)
- Love for Love (1966)
- No A Go-Go (1966)
- So What's New (1966)
- I Can't Give You Anything But Love (1966)
- Hold me (1967)
- The World we knew (1967)
- Lady (1967)
- I Can't Help Remembering You (1967)
- Hold Me (1967)
- Pussy Footin' (1967)
- Night Dream (1967)
- Love that Bert Kaempfert (1968)
- My Way of Life (1968)
- Mr. Sandman (1968)
- Lonely is the Name (1968)
- L.O.V.E (1968)
- Blue Midnight (1968)
- Caravan (1968)
- Traces of Love (1969)
- One lonely Night (1969)
- Sweet Caroline (1969)
- The Kaempfert Touch (1970)
- Free and Easy (1970)
- Orange Coloured Sky (1971)
- Bert Kaempfert NOW! (1971)
- 6 plus 6 (1972)
- Yesterday and Today (1973)
- To the Good Life (1973)
- The Most Beautiful Girl (1974)
- Bert Kaempfert - Live in London (1975)
- Love Walked in (1975)
- Kaempfert '76 (1976)
- Freddy Quinn - Ein Konzert mit dem Orchester Bert Kaempfert (1976)
- Safari swings again (1977)
- Tropical Sunrise (1977)
- Freddy Quinn - Ein Show-Konzert mit dem Orchester Bert Kaempfert (1977)
- Swing (1978)
- Forever my love (1978)
- Smile (1979)
- In Concert (feat. Sylvia Vrethammar) (1979)

### Singles
Overzicht hitlijsten
| Titel                                      | Jaar | Vlag van Nederland | Vlag van Nederland | Vlag van België | Vlag van België | Vlag van Duitsland | Vlag van Duitsland | Vlag van Verenigd Koninkrijk | Vlag van Verenigd Koninkrijk | Vlag van Verenigde Staten | Vlag van Verenigde Staten |
| Titel                                      | Jaar | Hoogste positie    | Aantal weken       | Hoogste positie | Aantal weken    | Hoogste positie    | Aantal weken       | Hoogste positie              | Aantal weken                 | Hoogste positie           | Aantal weken              |
| ------------------------------------------ | ---- | ------------------ | ------------------ | --------------- | --------------- | ------------------ | ------------------ | ---------------------------- | ---------------------------- | ------------------------- | ------------------------- |
| Skokiaan                                   | 1955 |                    |                    | 17              | 4               |                    |                    |                              |                              |                           |                           |
| Mitternachts-Blues                         | 1958 |                    |                    |                 |                 | 6                  | 22                 |                              |                              |                           |                           |
| Morgen                                     | 1959 | 3                  | 12                 |                 |                 |                    |                    |                              |                              |                           |                           |
| Wonderland by Night (Wunderland bei Nacht) | 1960 |                    |                    |                 |                 | 9                  | 20                 |                              |                              | 1                         | 17                        |
| Cerveza                                    | 1961 |                    |                    |                 |                 |                    |                    |                              |                              | 73                        | 6                         |
| Tenderly                                   | 1961 |                    |                    |                 |                 |                    |                    |                              |                              | 31                        | 7                         |
| Now and Forever                            | 1961 |                    |                    |                 |                 |                    |                    |                              |                              | 48                        | 7                         |
| Afrikaan Beat                              | 1962 |                    |                    |                 |                 | 26                 | 12                 |                              |                              | 42                        | 10                        |
| That Happy Feeling                         | 1962 |                    |                    |                 |                 |                    |                    |                              |                              | 67                        | 6                         |
| Jingo Jango                                | 1963 |                    |                    |                 |                 |                    |                    |                              |                              | 8                         | 5                         |
| Red Roses for a Blue Lady                  | 1965 | 12                 | 13                 |                 |                 | 23                 | 6                  |                              |                              | 11                        | 13                        |
| Three O’Clock in the Morning               | 1965 |                    |                    |                 |                 |                    |                    |                              |                              | 33                        | 8                         |
| Moon Over Naples                           | 1965 | 18                 | 10                 | 4               | 20              | 18                 | 12                 |                              |                              | 59                        | 10                        |
| Bye Bye Blues                              | 1966 |                    |                    |                 |                 |                    |                    | 24                           | 10                           | 54                        | 7                         |
| I Can’t Give You Anything But Love         | 1966 |                    |                    |                 |                 |                    |                    |                              |                              | 100                       | 1                         |
| A Swingin’ Safari                          | 1977 | tip21              | -                  |                 |                 |                    |                    |                              |                              |                           |                           |

### NPO Radio 2 Top 2000
| Nummer met noteringen in de NPO Radio 2 Top 2000 | '00  | '01 | '02  | '03  | '04  | '05  | '06  | '07  | '08  | '09  | '10  | '11  | '12  |
| ------------------------------------------------ | ---- | --- | ---- | ---- | ---- | ---- | ---- | ---- | ---- | ---- | ---- | ---- | ---- |
| Afrikaan Beat                                    | 1413 | 997 | 1410 | 1307 | 1533 | 1818 | 1880 | 1825 | 1659 | 1809 | 1874 | 1988 | 1763 |

1. ↑  Een vetgedrukt getal geeft de hoogste notering aan.
2. ↑  2000 was het eerste jaar met een notering voor dit nummer.
3. ↑  Deze tabel is bijgewerkt tot en met de meest recente editie (2024).